# Mineralia sunt, vegetabilia vivunt et crescunt, animalia vivunt, crescunt et sentiunt
Mineralia sunt, vegetabilia vivunt et crescunt, animalia vivunt, crescunt et sentiunt  лат.(изговор: минералија сунт, вегетабилија вивунт ет крескут, анималија вивунт, крескунт ет сентијунт.) Руде постоје, биљке живе и расту, животиње живе, расту и осјећају. (Карл фон Лине)

## Поријекло изреке
Ово је изрекао Карл фон Лине (швед. Carl von Linné), познати свјетски природњак и научник шведског поријекла који је живио у 18.вијеку.

## Значење
„Руде постоје, биљке живе и расту, животиње живе, расту и осјећају“. Лине, родоначелник систематике у биологији, досљедно подсјећа на хијерархију настајања и нарастања од неживог и најпростијег, ка вишем –живом - сложеном биолошком и духовном .